# Austriadactylus
Austriadactylus is een geslacht van uitgestorven pterosauriërs behorend tot de Caelidracones dat tijdens het Laat-Trias leefde in het gebied van het huidige Oostenrijk. De enige benoemde soort is Austriadactylus cristatus.

## Vondst en naamgeving
De soort werd in 2002 benoemd door Fabio Marco Dalla Vecchia, Rupert Wild, Hagen Hopf en Joachim Reitner. De geslachtsnaam verwijst naar Oostenrijk, Austria in het Latijn, en verbindt dit met het achtervoegsel dactylus, gelatiniseerd Klassiek Grieks voor 'vinger' dat sinds Pterodactylus gebruikelijk is bij de namen van pterosauriërs. De soortaanduiding betekent 'met een kam' in het Latijn, een verwijzing naar de kam op de schedel.

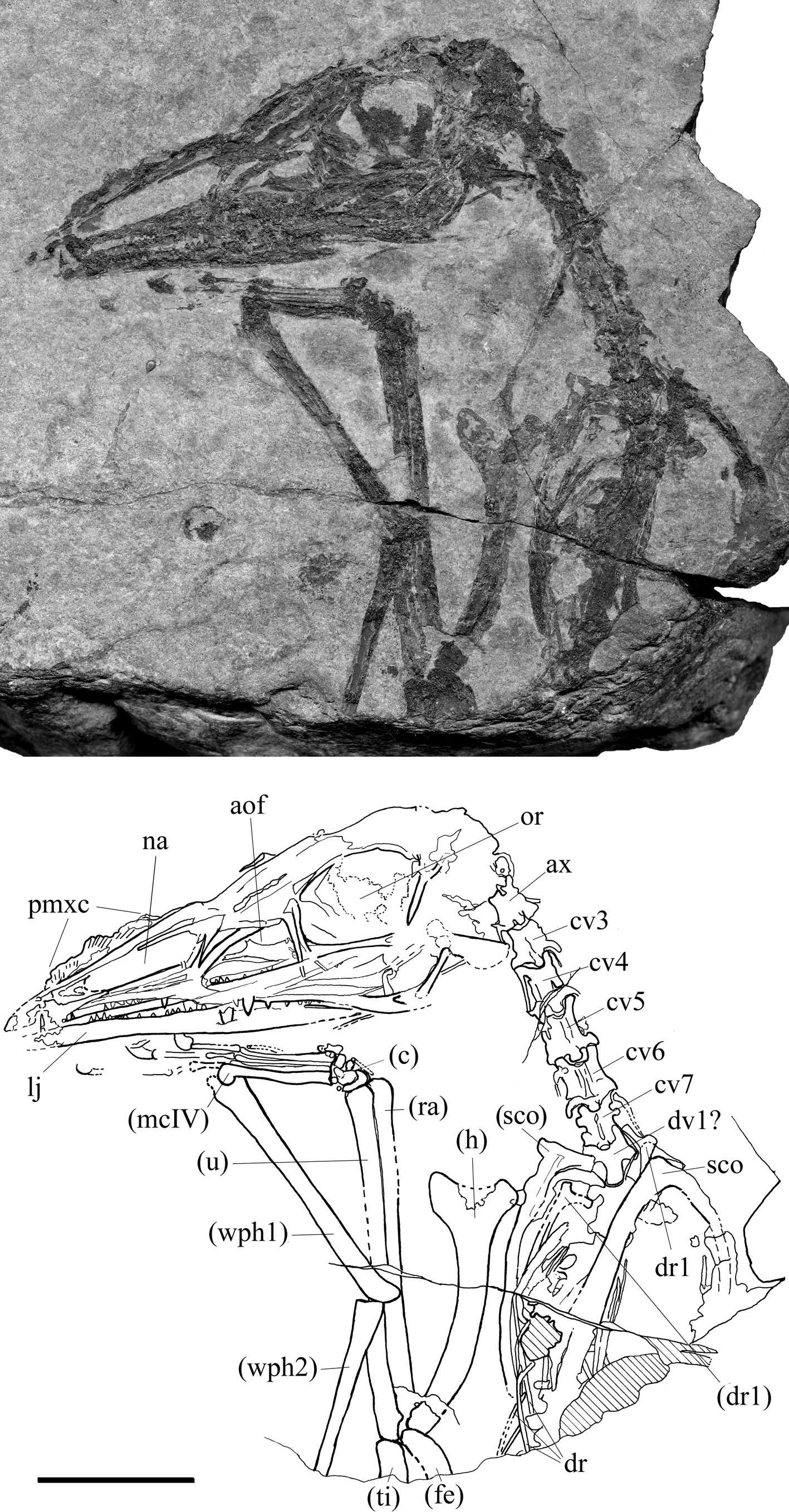
SC 332466

Het in Tirol in een verlaten mijn bij Ankerschlag gevonden fossiel uit de Seefelderformatie van het middelste Norien (Alaunien), holotype SMNS 56342, bestaat uit een enkele plaat met daarop een gedeeltelijk en platgedrukt skelet. De tegenplaat is verloren gegaan samen met een gedeelte van het bot. Aanwezig zijn de schedel, de onderkaken, het merendeel van de ruggenwervels en delen van de schoudergordel, het bekken, de staart en de voorste en achterste ledematen.
In 2009 werd een tweede exemplaar uit Italië beschreven, specimen SC 332466. Het bestaat uit een schedel met de voorste helft van het postcraniaal skelet.

## Beschrijving
De spanwijdte is ongeveer 120 centimeter.
De schedel, 110 millimeter lang, loopt spits toe en draagt een middenkam die op het achterhoofd begint en waarvan de bewaard gebleven resten naar de snuit toe hoger uitlopen, tot twintig millimeter. Het fossiel is echter beschadigd en de precieze vorm en hoogte van de kam kan niet vastgesteld worden. De driehoekige neusgaten vormen de grootste opening in de schedel. De eveneens driehoekige fenestra antorbitalis is kleiner dan de oogkas. De tanden zijn verschillend in vorm, dus heterodont. De kleinere hebben drie tandspitsen. Alleen in de bovenkaken staan tanden met een enkele spits. Die zijn veel langer, tien millimeter, en staan iets uit elkaar in verschillende richtingen. Vooraan in de bek staan er per kaak vijf op een rij, kennelijk om prooien te grijpen. Meer achteraan wisselen lange tanden af met de kleinere tanden die kennelijk dienen de prooi uit elkaar te trekken. Het aantal kleine tanden in de bovenkaak bedraagt zeker zeventien maar is wellicht zo hoog als 25. Het aantal lange tanden was zes of zeven. Beide bovenkaken samen kunnen dus 74 tanden gedragen hebben. Het aantal in de onderkaak is niet exact vast te stellen. De verlengde staartwervels dragen geen uitsteeksels om de staart te verstijven. De achterste bewaard gebleven staartwervel is de achttiende.

## Fylogenie

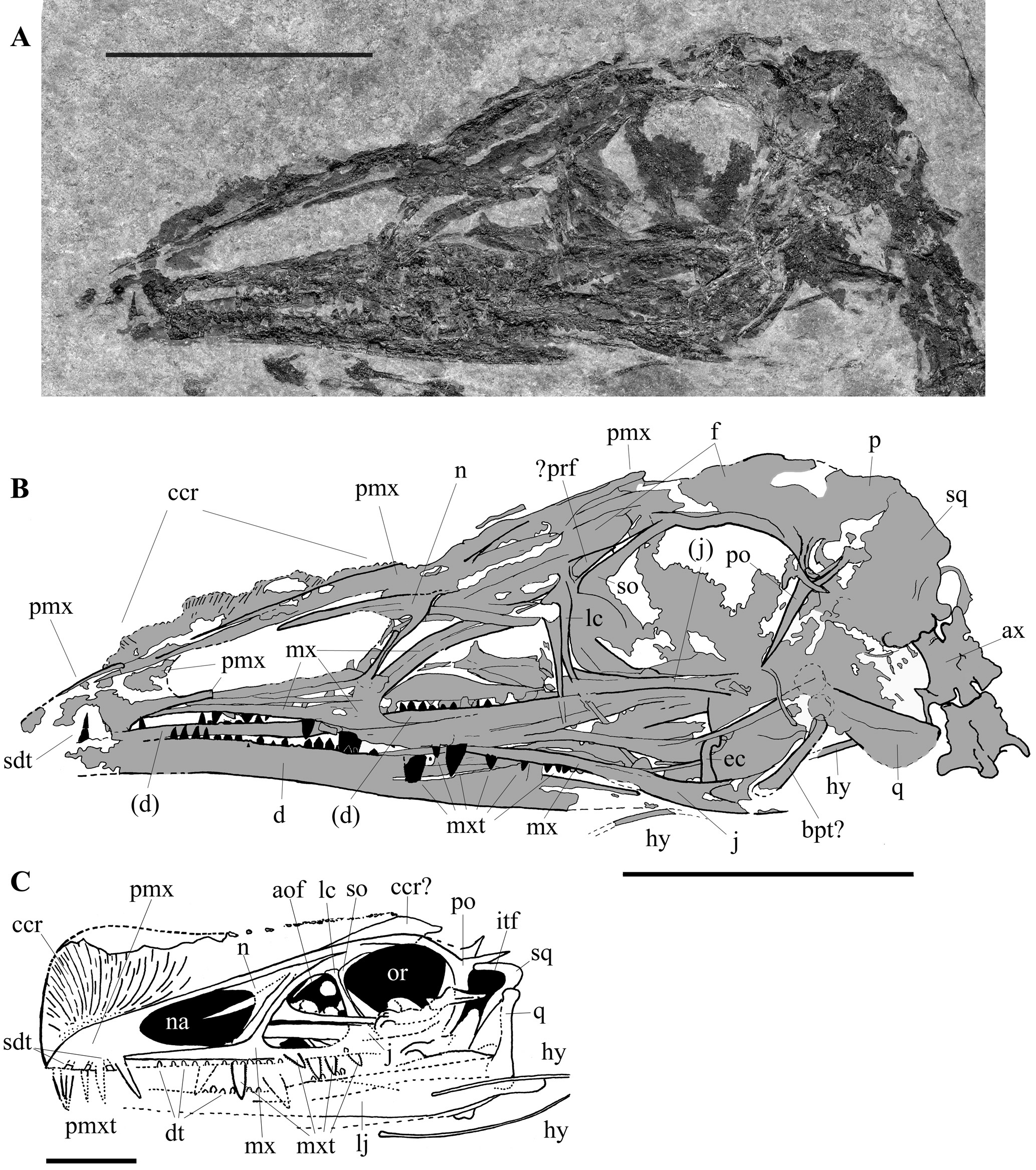
Schedel van SC 332466

De beschrijvers beperkten zich in 2002 voorzichtigheidshalve tot een toekennen van Austriadactylus aan een Pterosauria incertae sedis, maar het volgende jaar al, ten gevolge van nieuwe kladistische analyses, samen met Campylognathoides en Eudimorphodon in een klade Campylognathoididae samengevoegd. Er is zelfs gesuggereerd dat Austriadactylus een synoniem is van Eudimorphodon. Andere analyses door Alexander Kellner wijzen echter op een verwantschap met Preondactylus, of zelfs, volgens een publicatie van Dalla Vecchia uit 2009 naar aanleiding van het tweede completer exemplaar, SC 332466, een positie onder deze vorm in de stamboom, als meest basale bekende pterosauriër.
Een studie uit 2015 leverde het volgende kladogram op.
|  | Preondactylus buffarinii  |
|  |                           |
|  | Austriadactylus cristatus |
|  |                           |

|  | Raeticodactylus filisurensis |
|  |                              |
|  | Caviramus schesaplanensis    |
|  |                              |

|  | Arcticodactylus cromptonellus                                                      |
|  |                                                                                    |
|  | \| \| Carniadactylus rosenfeldi \| \| \| \| \| \| Eudimorphodon ranzii \| \| \| \| |
|  |                                                                                    |
|  | Carniadactylus rosenfeldi                                                          |
|  |                                                                                    |
|  | Eudimorphodon ranzii                                                               |
|  |                                                                                    |

|  | Carniadactylus rosenfeldi |
|  |                           |
|  | Eudimorphodon ranzii      |
|  |                           |

|  | Raeticodactylus filisurensis |
|  |                              |
|  | Caviramus schesaplanensis    |
|  |                              |

|  | Arcticodactylus cromptonellus                                                      |
|  |                                                                                    |
|  | \| \| Carniadactylus rosenfeldi \| \| \| \| \| \| Eudimorphodon ranzii \| \| \| \| |
|  |                                                                                    |
|  | Carniadactylus rosenfeldi                                                          |
|  |                                                                                    |
|  | Eudimorphodon ranzii                                                               |
|  |                                                                                    |

|  | Carniadactylus rosenfeldi |
|  |                           |
|  | Eudimorphodon ranzii      |
|  |                           |

|  | Raeticodactylus filisurensis |
|  |                              |
|  | Caviramus schesaplanensis    |
|  |                              |

|  | Arcticodactylus cromptonellus                                                      |
|  |                                                                                    |
|  | \| \| Carniadactylus rosenfeldi \| \| \| \| \| \| Eudimorphodon ranzii \| \| \| \| |
|  |                                                                                    |
|  | Carniadactylus rosenfeldi                                                          |
|  |                                                                                    |
|  | Eudimorphodon ranzii                                                               |
|  |                                                                                    |

|  | Carniadactylus rosenfeldi |
|  |                           |
|  | Eudimorphodon ranzii      |
|  |                           |

|  | Raeticodactylus filisurensis |
|  |                              |
|  | Caviramus schesaplanensis    |
|  |                              |

|  | Arcticodactylus cromptonellus                                                      |
|  |                                                                                    |
|  | \| \| Carniadactylus rosenfeldi \| \| \| \| \| \| Eudimorphodon ranzii \| \| \| \| |
|  |                                                                                    |
|  | Carniadactylus rosenfeldi                                                          |
|  |                                                                                    |
|  | Eudimorphodon ranzii                                                               |
|  |                                                                                    |

|  | Carniadactylus rosenfeldi |
|  |                           |
|  | Eudimorphodon ranzii      |
|  |                           |

|  | Preondactylus buffarinii  |
|  |                           |
|  | Austriadactylus cristatus |
|  |                           |

|  | Raeticodactylus filisurensis |
|  |                              |
|  | Caviramus schesaplanensis    |
|  |                              |

|  | Arcticodactylus cromptonellus                                                      |
|  |                                                                                    |
|  | \| \| Carniadactylus rosenfeldi \| \| \| \| \| \| Eudimorphodon ranzii \| \| \| \| |
|  |                                                                                    |
|  | Carniadactylus rosenfeldi                                                          |
|  |                                                                                    |
|  | Eudimorphodon ranzii                                                               |
|  |                                                                                    |

|  | Carniadactylus rosenfeldi |
|  |                           |
|  | Eudimorphodon ranzii      |
|  |                           |

|  | Raeticodactylus filisurensis |
|  |                              |
|  | Caviramus schesaplanensis    |
|  |                              |

|  | Arcticodactylus cromptonellus                                                      |
|  |                                                                                    |
|  | \| \| Carniadactylus rosenfeldi \| \| \| \| \| \| Eudimorphodon ranzii \| \| \| \| |
|  |                                                                                    |
|  | Carniadactylus rosenfeldi                                                          |
|  |                                                                                    |
|  | Eudimorphodon ranzii                                                               |
|  |                                                                                    |

|  | Carniadactylus rosenfeldi |
|  |                           |
|  | Eudimorphodon ranzii      |
|  |                           |

|  | Raeticodactylus filisurensis |
|  |                              |
|  | Caviramus schesaplanensis    |
|  |                              |

|  | Arcticodactylus cromptonellus                                                      |
|  |                                                                                    |
|  | \| \| Carniadactylus rosenfeldi \| \| \| \| \| \| Eudimorphodon ranzii \| \| \| \| |
|  |                                                                                    |
|  | Carniadactylus rosenfeldi                                                          |
|  |                                                                                    |
|  | Eudimorphodon ranzii                                                               |
|  |                                                                                    |

|  | Carniadactylus rosenfeldi |
|  |                           |
|  | Eudimorphodon ranzii      |
|  |                           |

|  | Raeticodactylus filisurensis |
|  |                              |
|  | Caviramus schesaplanensis    |
|  |                              |

|  | Arcticodactylus cromptonellus                                                      |
|  |                                                                                    |
|  | \| \| Carniadactylus rosenfeldi \| \| \| \| \| \| Eudimorphodon ranzii \| \| \| \| |
|  |                                                                                    |
|  | Carniadactylus rosenfeldi                                                          |
|  |                                                                                    |
|  | Eudimorphodon ranzii                                                               |
|  |                                                                                    |

|  | Carniadactylus rosenfeldi |
|  |                           |
|  | Eudimorphodon ranzii      |
|  |                           |